# Nyugat-európai ortodox egyház
Az Orosz tradíciójú nyugat-európai egyházközségek érsekség (franciául: Archevêché des Églises Orthodoxes Russes en Europe Occidentale, oroszul: Архиепископия православных русских церквей в Западной Европе, angolul: Archdiocese of Russian Orthodox Churches in Western Europe, hollandul: Aartsbisdom der Russisch-Orthodoxe Kerken in West Europa;) a Orosz ortodox egyházhoz tartozó autonóm ortodox egyház. 
Annak érdekében, hogy biztosítsa függetlenségét és folytonosságát, az Érsekség a Konstantinápolyi Egyetemes Patriarchátus védelmét kérte. Az 1931. február 17-i Tomosz az Érsekségnek megadta az Egyetemes Patriarchátus Ideiglenes Exarchája státuszát.
1999-2018-ban úgy is ismerték, hogy Orosz egyházközségek Nyugat-európai exarchátusa, (oroszul: Западноевропейский экзархат Русских приходов).
2018. november 27-én az Egyetemes Patriarchátus döntést hozott arról, hogy visszavonja az 1999. június 19-i Patriarchai és Szinodális Tomoszt, amely Exarchátus státuszát adta az Érsekségnek.
Visszafogadta a nyugat-európai orosz diaszpóra érsekségét az orosz ortodox egyház.
A Nyugat-európai Orthodox Orosz Egyházközségek Érseksége szeptember 7-i általános gyűlésén szavazást tartott a Moszkvai Patriarchátushoz való csatlakozásról, de azt nem szavazta meg a szükséges 2/3-os többség. Ezután Joann (Renneteau) érsek bejelentette, hogy személyesen a Moszkvai Patriarchátushoz csatlakozik, és erre hívta fel a vele egyetértő papokat és egyházközségeket.
2019. október 7-én egy találkozón a Szent Szinód az orosz ortodox egyház, elnöke a pátriárka Kirill, úgy döntöttek, hogy az érsekség egy speciális irányítási struktúra, amely tükrözi a hagyományokat az egyházi szervezet, valamint, hogy megőrizze a pénzügyi autonómiáját. Az Orosz Ortodox Egyház Szent Szinódusának ülése és határozathozatala után Kirill pátriárka a következőket mondta: "Ma a Szent Szinódus történelmi döntést hozott: az Orosz Ortodox Egyház befogadta a párizsi központtal rendelkező, orosz hagyományú Érsekséget, amely nem sokkal ezelőtt még a Konstantinápolyi Patriarkátus joghatósága alá tartozott".

## celebek
- Evlogij (Georgievszkij) (8 Április 1921 - 29 Augusztus 1945)
- Vlagyimir (Tihonickij) (6 Március 1947 - 18 December 1959)
- György (Tarasov) (12 Június 1960 - 14 Április 1981)
- György (Wagner) (6 Május 1981 - 6 Április 1993)
- Szergij (Konovalov) (27 Június 1993 - 22 Január 2003)
- Gábriel (de Wilder) (3 Május 2003 - 16 Január 2013)
- Emmanuel (Adamakis) (16 Január - 30 November 2013) Locum Tenens
- Jób (Getcha) (30 November 2013 - 29 November 2015)
- Joann (Renneteau) (március 29, 2016)